# Palo Santo
Palo Santo es una ciudad argentina, ubicada en el departamento Pirané de la provincia de Formosa. Está unida por la ruta provincial RP 23, actualmente asfaltada, y de la RN 81. Es una de las tantas poblaciones de la provincia surgidas en la línea del Ferrocarril General Belgrano, pero con una excelente ubicación por ser el primer poblado sobre la Ruta Nacional mencionada anteriormente, que le dio dinamismo comercial ligada a la explotación forestal y a la producción agrícola-ganadera.

## Geografía y clima
Se ubica a 140 km al oeste de Formosa Capital, en una zona boscosa con algunas lagunas y bañados. El clima predominante es el tropical sin estación seca, aunque dada su ubicación, comienza a disminuir las lluvias y concentrarse en los meses de otoño y primavera, donde se ven los máximos índices. Las temperaturas rondan entre los 5 °C en el invierno hasta los 51 °C en el verano. El viento norte sopla predominantemente desde agosto, con ráfagas incluso violentas. Se registraron eventos climáticos extremos, principalmente lluvias abundantes que en 2016 anegaron algunos barrios cercanos a las lagunas, como así también vientos fuertes y granizo.

## Población
Cuenta con 6379 habitantes (Indec, 2010) lo que representa un incremento del 13,4% frente a los 5624 habitantes (Indec, 2001) del censo anterior. Es la décima ciudad más grande a nivel provincial.
| Gráfica de evolución demográfica de Palo Santo entre 1991 y 2010 |
|                                                                  |
| Fuente de los Censos Nacionales del INDEC                        |

## Economía
En la zona se da un predominio del sector público y ayuda social, es falso que los industriales están en predominio, porque ya no queda madera gracias a los desmontes desmedidos de las grandes empresas provinciales y nacionales, con el aval del gobierno provincial. La ciudad está asentada en las proximidades del Ferrocarril General Belgrano, factor que le dio vida a la actividad comercial en sus orígenes y le permite tener abundante ayuda social. Sin embargo, los pocos dueños (alrededor de 3 y 5, no más) de aserraderos  y carpinterías de gran magnitud sufren de escasez de materia prima y mano de obra (como se mencionó en el párrafo anterior, gracias al desmonte desmedido y las ayudas sociales del gobierno provincial y nacional. 
El cierre del ramal ferroviario, ha condenado a los pueblos que nacieron en sus márgenes, a la pérdida de población y muchos de ellos tienden a desaparecer. La proximidad de la ruta nacional 81 ha permitido superar el aislamiento y falta de transporte.
La apertura de la primera escuela secundaria con especialización en la industrialización de la madera, ha fortalecido, orientado y perfeccionado el tratamiento de la principal actividad económica.
Hasta la década de los 90 fue así, luego de que el gobierno de ese entonces halla eliminado de la curricula educativa.
Solo las orientaciones que no tienen nada que ver con la industrialización de la madera quedaron en la institución (economía y humanidades).
La actividad foresto industrial en la localidad de Palo Santo
Desde sus orígenes, en 1910, la localidad de Palo Santo (Formosa) ha mantenido estrechos vínculos
con la actividad forestal. En sus comienzos fue uno de los tantos centros de abastecimiento de la
región; de los obrajes instalados en la zona se explotaba principalmente el quebracho colorado,
madera destinada a la industria taninera, a la fabricación de durmientes para el tendido de las líneas
férreas y a la construcción de puentes, alcantarillas, etc. En ese entonces, las actividades que
congregaba el sector forestal, como en todo momento histórico, estuvieron condicionas por la lógica
de las relaciones estructurales del mercado nacional e internacional, combinando de esta manera la
propiedad latifundista, la explotación indiscriminada de un recurso natural y la sobreexplotación de
la mano de obra.
Así, el obraje23, el monte y el hachero conformaron una trilogía inseparable para una actividad que
tenía fines meramente extractivos, es decir, sin generar ningún valor agregado en el lugar de origen,
donde las masas forestales fueron explotadas intensamente con un carácter selectivo.
Este fue el contexto en el que se inició la actividad forestal en la región chaqueña en general. Tales
condiciones, desde luego, tuvieron fuerte incidencia en la configuración espacial del territorio
formoseño, en el surgimiento de varios poblados, en la organización de lo público y lo privado –dada
la débil presencia estatal-, y en el perfil identitario de los pobladores.
Al margen de la producción tánica24, las primeras prácticas de manufacturación de la madera en el
entonces Territorio Nacional de Formosa, se remontan incluso hasta fines del XIX25. Luego, ya en la
década del 60’ del siglo XX, se destacan dos empresas pioneras que tuvieron una larga trascendencia
en el rubro, las firmas “Fridman S.R.L” y “Antueno Hnos”. La primera, abocada al aserrado y a la
producción de pallets y tarimas a través de especies del bosque nativo y, la segunda, a la fabricación
de muebles económicos con materia prima obtenida primeramente de mercados extraprovinciales
(Carlino, et al. 2009).
En la década de los años 70’, se advierte un cambio en la actividad foresto industrial26, promovido
por algunos emprendedores locales que comenzaron a percibir la aptitud de la madera del algarrobo
(Prosopis alba y Prosopis nigra), en relación al maquinado, su baja tendencia a la deformación, aún
recién cortada, por lo que se comenzó a elaborar muebles con características particulares, muy
resistentes y aplicando algún grado de diseño, pero en general con gran rusticidad y bajo nivel de
terminación, los cuales fueron aceptados en el mercado por su condición de novedad.
A partir de allí, la mayor parte de los aserraderos que realizaban procesos de primera transformación
(aserrado de maderas, tirantería en general, varillas para alambrado, etc.) utilizando maderas de
quebracho blanco, palo blanco, guayaibí, urunday, etc., se volcaron, casi inmediatamente, a la
fabricación de muebles de algarrobo motivados principalmente por constantes demandas que
comenzaban a generarse desde diferentes lugares del país. Fue en la década de los años 80’ cuando
esta actividad tomó realmente impulso, principalmente por la apertura de mercados importantes
como Buenos Aires, Rosario y Córdoba, que comenzaron a requerir muebles de este tipo.
En este período las nacientes industrias y aquellas que adaptaron sus instalaciones para elaborar
muebles, presentaban falencias y vicios como características comunes, es decir, se abocaron a
fabricar productos con muy poca experiencia o sin tener conocimientos básicos de diseño, calidad,
tecnología, costos y mercados.
Durante toda la década del 80’ la industria del mueble de algarrobo fue creciendo en forma
vertiginosa sobre el territorio de la provincia de Formosa. La moda, el auge y una demanda
permanente, hicieron que durante esta época se vendiera todo lo producido, en forma independiente
de su prestación, precios y plazos de entrega. Durante todo este período, las empresas incorporaron
máquinas, equipos, mano de obra.
Así se ingresaba a la década de los años 90’ con significativos cambios en el ámbito internacional,
los cuales impactaron en la industria nacional, generando en las PyMEs de Formosa la dificultad que significó la incorporación al nuevo escenario (PCNG Formosa27, 2011). En esta misma línea de
pensamiento, Carlino et al. (op cit.), sostienen que durante la década del 90’, la globalización, la
aplicación de políticas neoliberales, un marco institucional vinculado con la política económica del
momento (Ley de convertibilidad) y las restricciones crediticias, propiciaron un desfavorable
escenario en el que los muebles formoseños comenzaron a perder espacio en el mercado interno,
entre otras causas, por la pérdida de competitividad de la propia economía nacional en general.
En el período de referencia, las empresas más pequeñas de Formosa sin la alternativa de exportar, se
quedaron luchando en el mercado interno, donde la recesión se agudizaba. Los empresarios
comenzaron a conocer las dificultades para vender, los precios se mantuvieron estáticos por largos
períodos, se incorporaron productos sustitutos de otros países con prestaciones y precios altamente
competitivos.
Muchas de estas pequeñas industrias comenzaron a desaparecer o se redujeron a su mínima
expresión, dejando máquinas paradas y población sin trabajo. Por otra parte, las empresas hasta
entonces de mayores dimensiones productivas y de comercialización, no habían encontrado en forma
definitiva el camino de la exportación como salida válida, con achicamiento en su plantel de
operarios, pocas ventas en el mercado interno, enfrentando elevados costos, baja rentabilidad, con
capacidad instalada ociosa, escasa producción, sin demanda real y futuro incierto.
Este fue el panorama –a grandes rasgos- con el que se llegaba al final de la década (PCNG, op cit.).
El abandono de la convertibilidad y la devaluación consecuente, instauraba un nuevo escenario para
los productores de muebles de Formosa. Precisamente, los resultados del Censo Nacional Económico
de los años 2004-2005 expresan que el sector aludido ocupaba un segundo lugar en el territorio
provincial en virtud del número de establecimientos (192), detrás de la agroindustria (232), pero
representando la rama que agrupaba el mayor porcentaje (27,8%) de trabajadores industriales, con un
promedio de aproximadamente 5 personas por empresa.
Durante este último periodo (2004-2005), los departamentos Pirané –en el que se inscribe
geográficamente Palo Santo-, Patiño y Formosa aglutinaban a ciento cincuenta empresas,
representando el 78% del total y el 80,9% de la mano de obra generada por este rubro. Tal
distribución y concentración de la actividad -en el caso de los primeros departamentos-, puede
explicarse por la proximidad a los lugares de extracción de la materia prima (bosques nativos,
principalmente algarrobo). En el caso del departamento Formosa y concretamente la ciudad capital,
representa el mayor mercado provincial, con mejor infraestructura y el acceso a otros mercados
(Carlino et al., op. cit.).
En el plano local, la municipalidad de Palo Santo, a través de un relevamiento realizado durante los
años 2005-2006, dio cuenta de la instalación de setenta y tres pequeñas y medianas industrias
(carpinterías y aserraderos) donde aproximadamente trescientas cincuenta personas trabajaban en el
sector. Asimismo, en el portal oficial de la localidad se lee que esta actividad ha ido sufriendo
transformaciones hasta llegar a cubrir el 35% de la producción maderera a nivel provincial.
En el año 2012, algunos medios de prensa locales28 manifestaban que las principales dificultades que
afrontaba el sector estaban vinculadas con los conflictos laborales (informalidad del sector, personal
no registrado) y con el aprovisionamiento –distancia y costo- del algarrobo como principal materia
prima.

## Toponimia
El nombre "Palo Santo" se atribuye al hallazgo de un ejemplar de este árbol de gran porte y aroma en las proximidades de los terrenos en donde se acondicionaban para el tendido de las vías férreas, que lucían magníficos y se apreciaban desde una gran distancia. Tiene un gran porte y madera dura, de color verdoso y peculiar aroma. Su explotación ya no está permitida porque es una especie en extinción debido al talado indiscriminado de tanto tiempo.
Casi el 50% de la población cuenta con agua potable, no así las zonas rurales, y barrios lejanos a la planta potabilizadora de agua; también existe un proveedor local de agua mineralizada. Cuenta con sólo una avenida con asfalto, la principal de ingreso a la localidad, aunque la ruta 23 que también está asfaltada la atraviesa en un tramo urbano.

## FEDEMA, Feria Internacional del Mueble y de la Madera
Se realizaron las Ferias 2005 y 2006, las cuales han contado con seminarios, conferencias, talleres, rondas de negocios y la presentación del «Concurso del mueble de madera» y del «Concurso de diseño de juguetes de madera». 

## Parroquias de la Iglesia católica en Palo Santo
| Diócesis  | Formosa                        |
| --------- | ------------------------------ |
| Parroquia | Inmaculada Concepción de María |

## Personalidades célebres
- Jorge Román, actor